# Антониево-Дымский монастырь
Анто́ниево-Ды́мский Свя́то-Тро́ицкий монасты́рь — мужской православный монастырь в деревне Красный Броневик Бокситогорского района Ленинградской области в 17 километрах от Тихвина и 20 километрах от Бокситогорска. Административно принадлежит к Санкт-Петербургской митрополии Русской Православной церкви. Адрес обители: Ленинградская область, Бокситогорский район, деревня Красный Броневик, п/о Галично.

## История
Никаких достоверных свидетельств о существовании монастыря ранее XV века нет.

### Предания об основании и первых веках существования монастыря
По преданию, монастырь основан преподобным Антонием, учеником преподобного Варлаама Хутынского, в землях Новгородской республики около 1242 года. Официальное учреждение произошло, с пожалованием грамоты великим князем Александром Невским.
Преподобный Антоний скончался 24 июня 1273 года (по другим сведениям, 1224 года), его тело было положено в устроенной им церкви преподобного Антония Великого у клироса. В 1370 году мощи святого были обретены нетленными и положены открыто в раке в том же Антониевском храме.
В 1409 году обитель якобы была полностью разрушена во время нашествия хана Едигея на Новгородские земли (в действительности Едигей до Новгородской земли не дошёл). Насельники монастыря, видя приближение врага, пропели молебен у раки с мощами преподобного Антония и скрыли их под спудом, положив каменную плиту и присыпав землей. Церковную утварь, колокола, вериги и железную шляпу святого опустили на дно Дымского озера. На озеро в память об этом ежегодно 24 июля по старому стилю совершался крестный ход. По данным конца XIX века, железная шляпа преподобного Антония, найденная в озере, хранилась вместе с его мощами под спудом соборного храма.

### XVI—XVII века
С 1585 года после разорения шведами Валаамского монастыря (в 1578 году) его монахи переселились в «монастырь у Онтонья Великого на Дымех». Здесь были сохранены валаамские общежительные традиции.
В 1618 году валаамские иноки были переведены в Васильевский монастырь на Волхове.
В 1611 году монастырь подвергся разорению шведов. Войска Якова Делагарди не смогли взять осадой Тихвинский Успенский монастырь и обрушили свой удар на Дымскую обитель. Неукрепленная обитель не смогла оказать сопротивления, и братия разошлась по окрестным лесам. Храмы и кельи были сожжены.
В 1626 году с благословения Патриарха Филарета царь Михаил Фёдорович повелел возобновить «монастырь на Дымях». А в царствование Алексея Михайловича в 1655 году трудами игумена Филарета в Дымском монастыре был построен первый каменный храм.
В 1687 году Дымский монастырь сгорел, затем был отстроен заново.
В грамоте царей Иоанна Алексеевича и Петра Алексеевича от 21 июня 1692 года монастырь числился приписным к Софийскому (Новгородскому) архиерейскому дому. В 1764 году после секуляризационной реформы монастырь был упразднен, но в 1794 году — восстановлен, оставшись заштатным, то есть не получающим финансирования из казны.

## Храмы

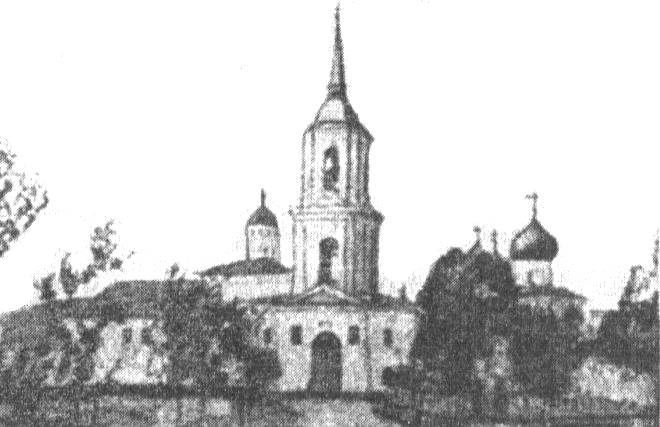